# گورو (فیلم ۱۹۸۰)
گورو (به تامیلی: Guru) فیلمی محصول سال ۱۹۸۰ و به کارگردانی آی. وی. ساسی است. در این فیلم بازیگرانی همچون کمال حسن، سری دوی، آر. موتارامان، موهان بابو، ام. ان نامبیار ایفای نقش کرده‌اند.